# Pararctia subnebulosa
Pararctia subnebulosa är en fjärilsart som beskrevs av Dyar 1899. Pararctia subnebulosa ingår i släktet Pararctia och familjen björnspinnare. Inga underarter finns listade i Catalogue of Life.